# Newton Cardoso Júnior
Newton Cardoso Júnior (Belo Horizonte, 11 de novembro de 1979) é um empresário e político brasileiro, atualmente deputado federal por Minas Gerais, filiado ao Movimento Democrático Brasileiro (MDB). É filho do ex-governador Newton Cardoso.

## Carreira política
Em 2014, foi eleito deputado federal pelo Partido do Movimento Democrático Brasileiro (PMDB). Apoiou Dilma Rousseff e Fernando Pimentel.
Em 17 de abril de 2016, votou a favor do processo de impeachment da presidente Dilma Rousseff. Em 2022 se elegeu para seu terceiro mandato como deputado federal, com 103.056 votos.